# Andrena arima
Andrena arima är en biart som beskrevs av Cameron 1909. Andrena arima ingår i släktet sandbin, och familjen grävbin. Inga underarter finns listade i Catalogue of Life.